# 草莓棘结螺
草莓棘结螺（学名：Morula uva），是新腹足目骨螺科Morula的一种。主要分布于中国大陆、台湾，常栖息在潮间带岩礁区、低潮线以下。

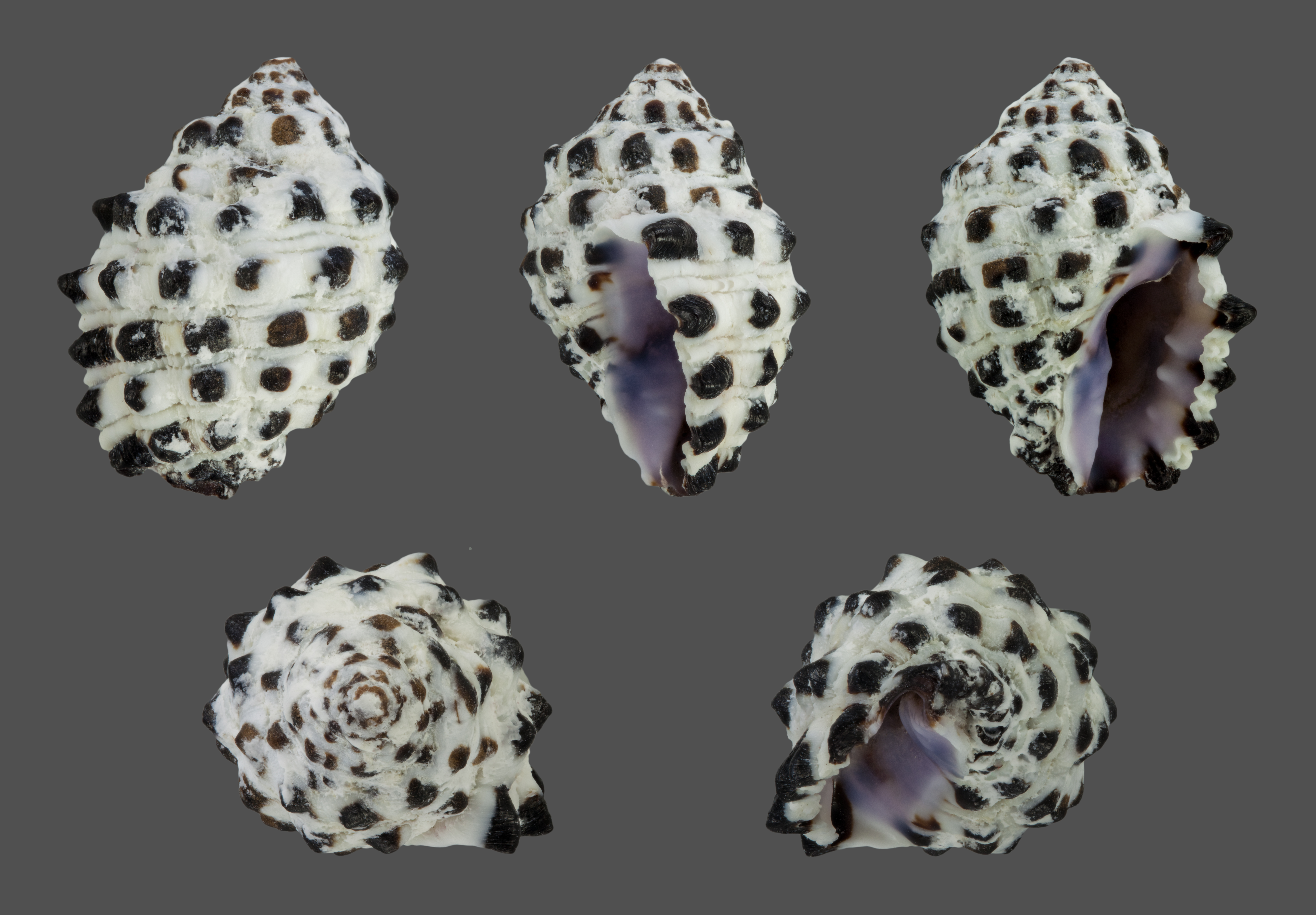